# 温克尔 (上莱茵省)
温克尔（法語發音：[viŋkəl] ⓘ）是法国大东部大区上莱茵省的一个市镇，属于阿尔特基什区。 

## 地理
温克尔（47°27'40"N, 7°15'49"E）面积7.87 平方千米，位于法国大東部大區上莱茵省，该省份为法国东部内陆省份，是阿尔萨斯的一部分，今与下莱茵省组成了阿尔萨斯欧洲集体，其北临下莱茵省，西接孚日省，西南接贝尔福地区省，东侧沿莱茵河与德国相望，南与瑞士接壤。
与温克尔接壤的市镇（或旧市镇、城区）包括：利格斯多夫、本多夫、迪林斯多夫、利布斯多夫、奥贝尔拉尔、吕塞勒。
温克尔的时区为UTC+01:00、UTC+02:00（夏令时）。

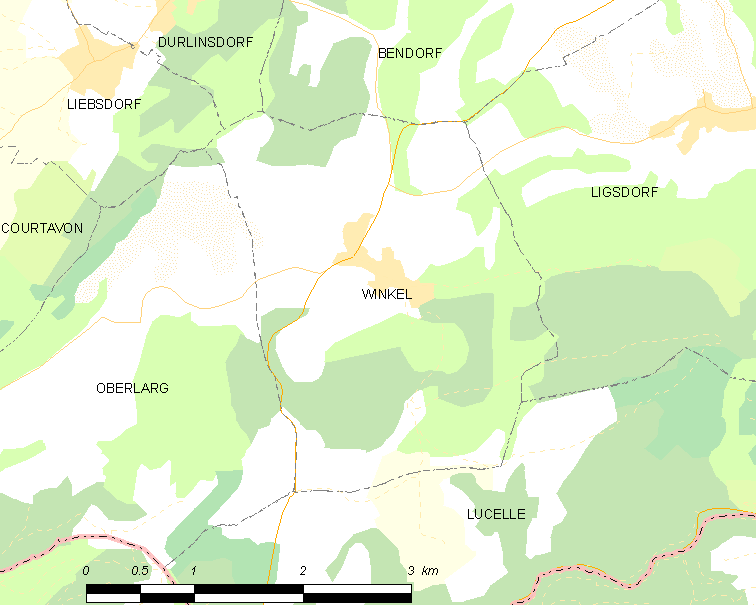
温克尔的OSM定位图

## 行政
温克尔的邮政编码为68480，INSEE市镇编码为68373。

## 政治
温克尔所属的省级选区为阿尔特基什县。

## 人口

1962-2008年间温克尔人口变化图示

温克尔于2022年1月1日时的人口数量为291人。